# シンメトリカルAWD

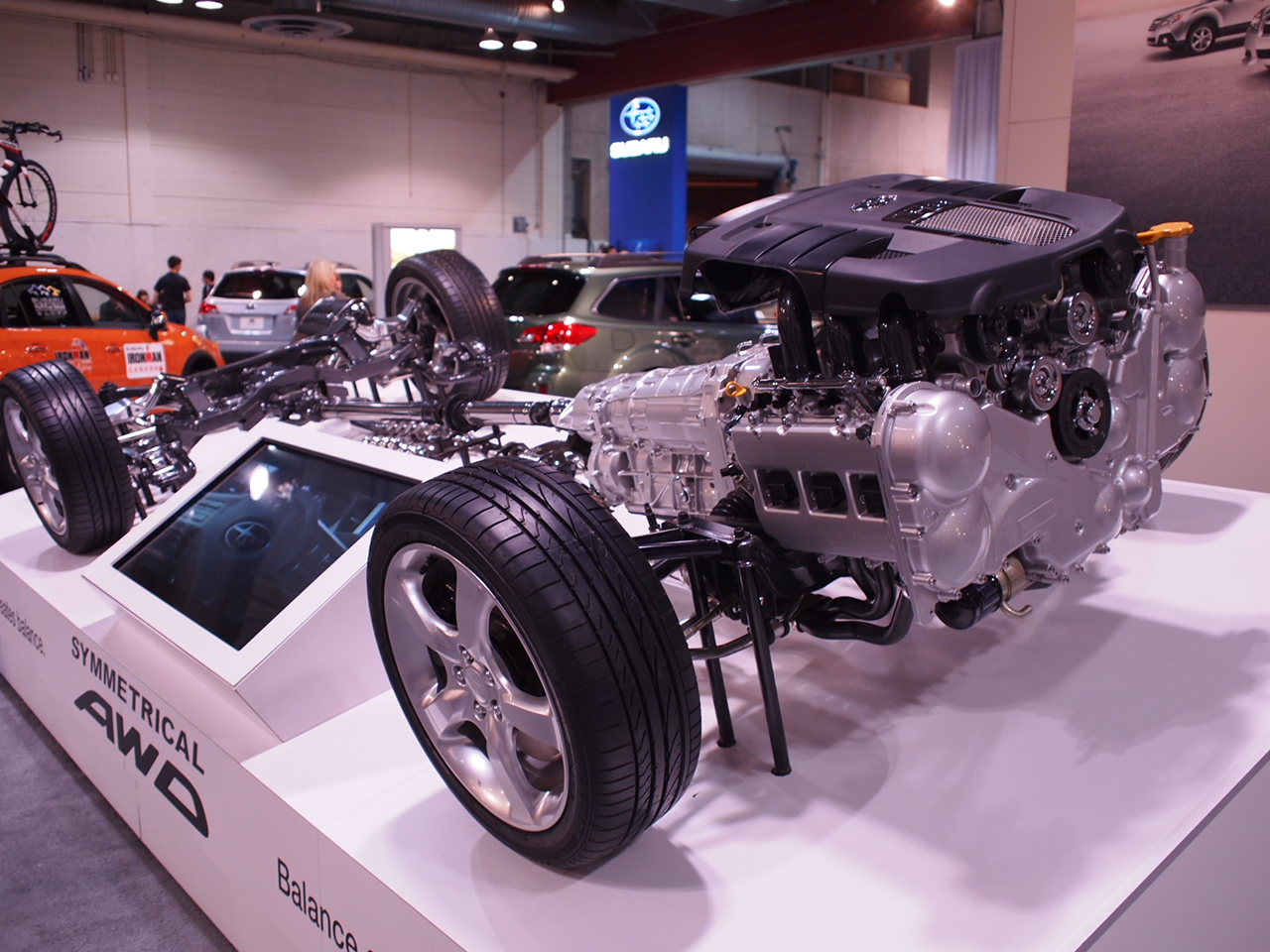
スバル・シンメトリカルAWD（Calgary Auto Show、2013年）。前方斜めから。

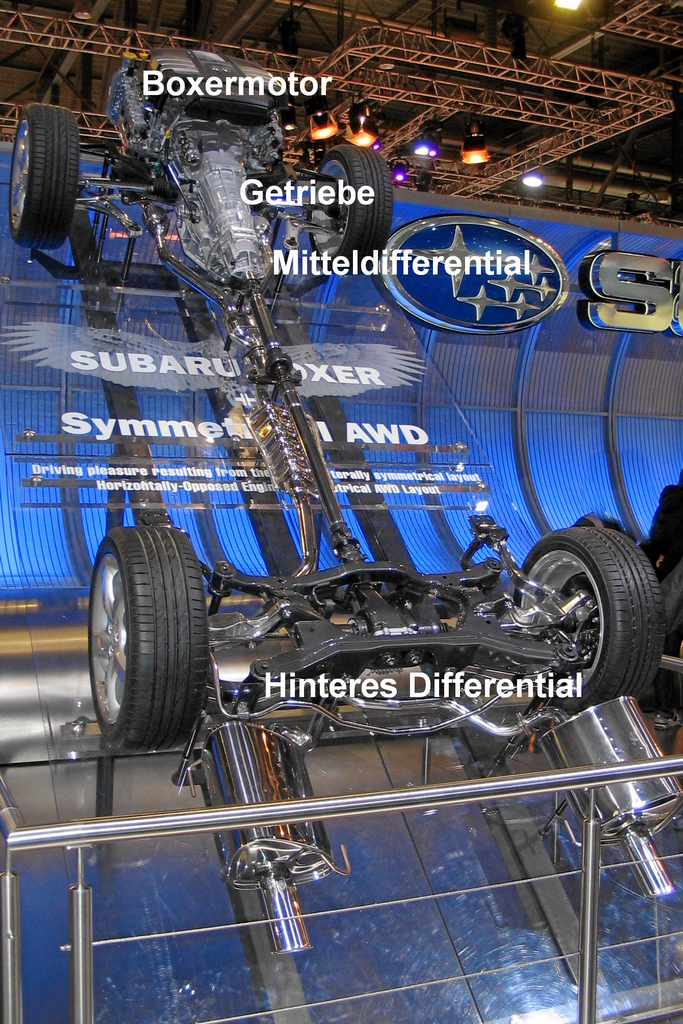
スバル・シンメトリカルAWD。後方斜め上から。

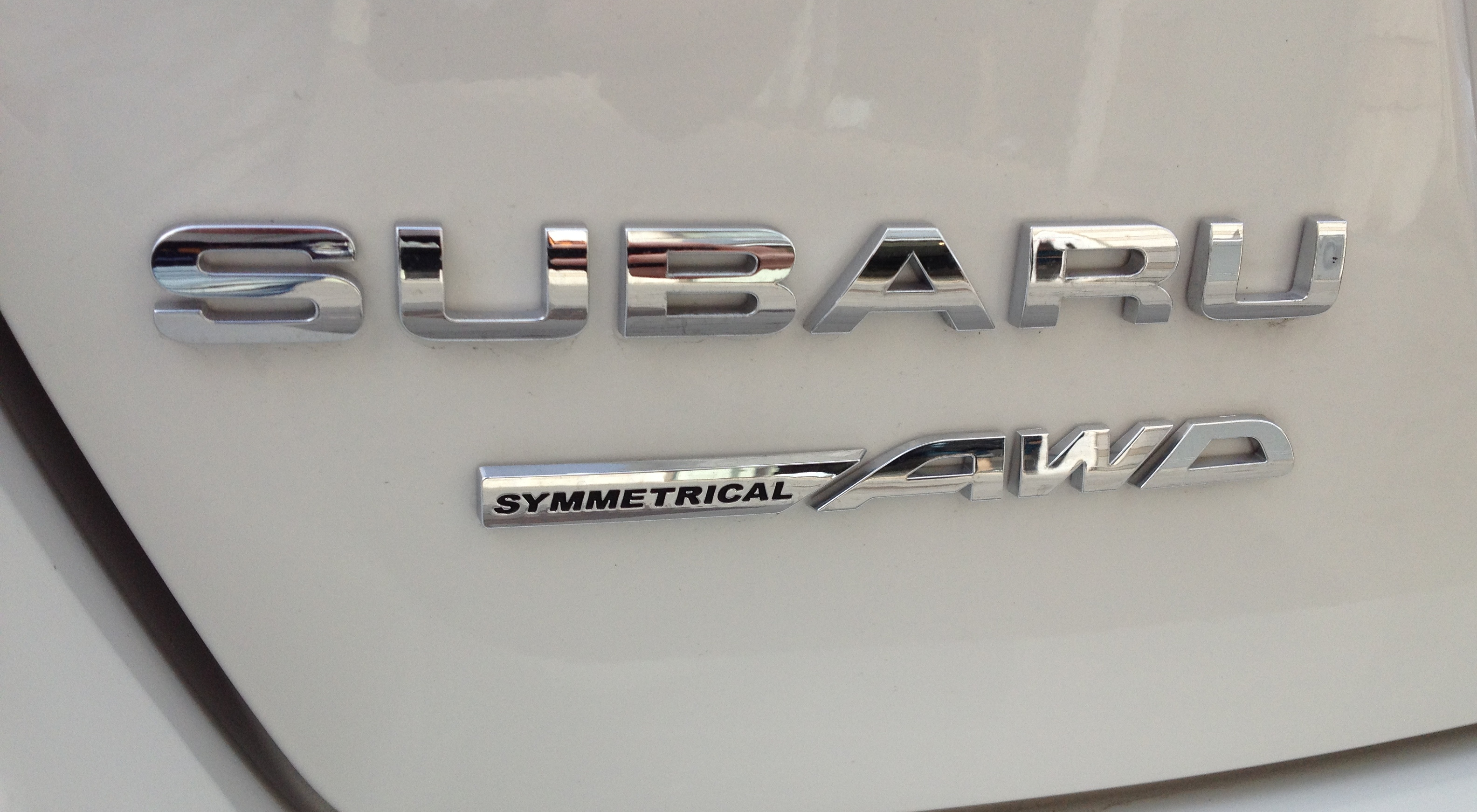
スバル・XV上のSymmetrical AWDロゴ

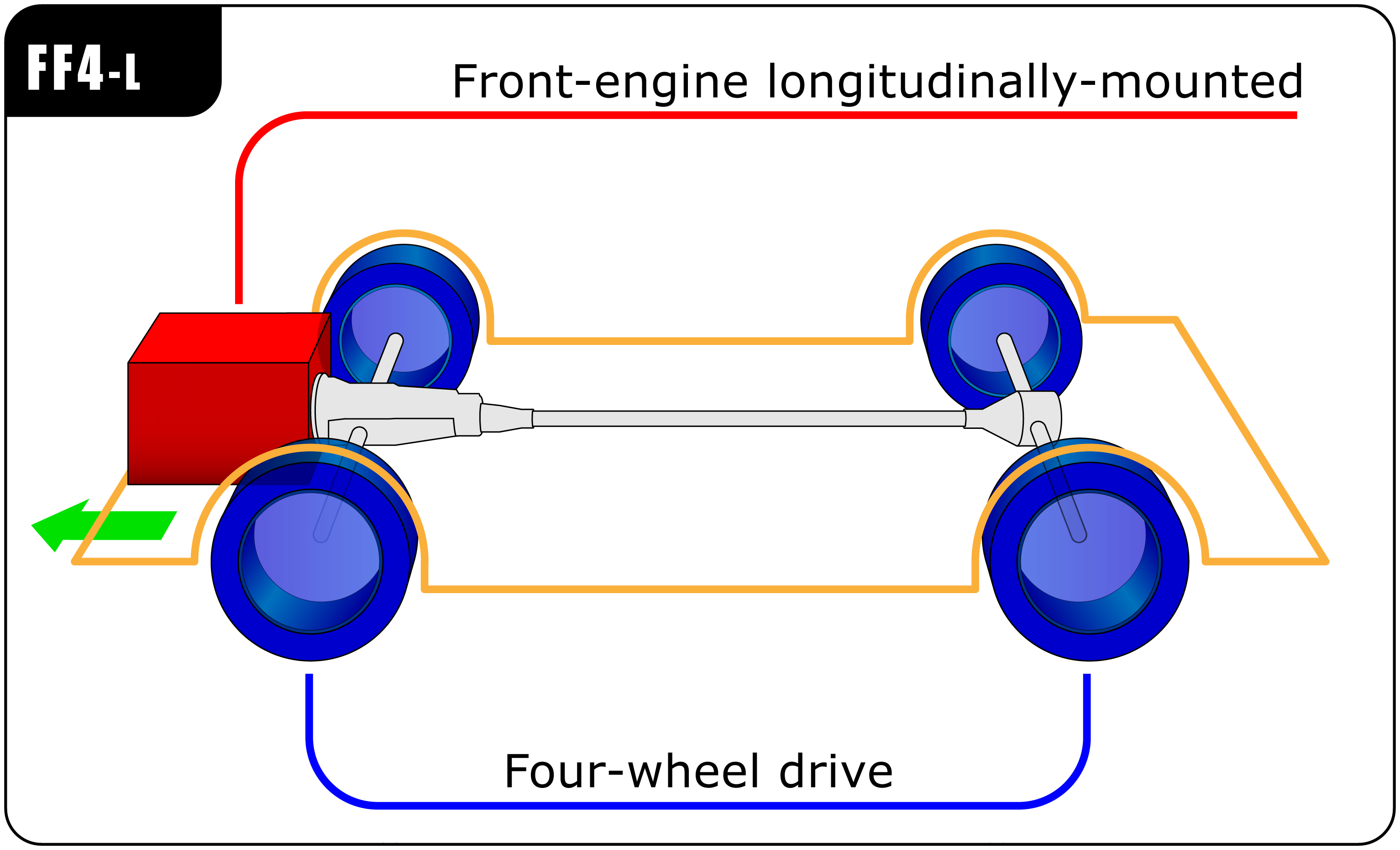
縦方向前置きエンジン・四輪駆動配置の模式図。

シンメトリカルAWD（シンメトリカル・エー・ダブリュー・ディー、英: Symmetrical All Wheel Drive、略称SAWD）は、日本の自動車メーカーSUBARU（スバル）によって開発された常時4輪駆動システムである。

## 概要
SAWDシステムは、縦方向に搭載された水平対向エンジンと、それに連結された車軸の長さが左右で等しい左右対称（シンメトリカル）な駆動列（ドライブトレイン）から構成される。対称的な配置と前車軸を挟んで釣り合いが取られた水平対向エンジンおよびトランスミッション（変速機）の組み合わせによって低い重心を持つ最適な重量配分が得られ、車の操縦性（ハンドリング）が改善する、とスバルは主張している。1966年以来、国際市場で販売されるほとんどのスバル車は標準装備としてSAWDを含む。後輪駆動のBRZや軽自動車は例外である。
富士重工業はこの左右対称のレイアウトを1998年頃は「シンメトリー4WD」と呼んでいた。年次報告書では、2002年に "symmetrical all-wheel-drive system" という語句が初めて使われた。
最も古いSAWDは、第1世代レオーネ エステートバン向けのオプションとしてのパートタイム機械式4輪駆動システムとして1972年9月に初めてお目見えした。1986年にはレオーネ クーペRX-IIに初の常時AWDシステムを搭載し、1987年にはアルシオーネのオートマチックに電子制御版のアクティブトルクスプリットAWDが導入された。可変トルク配分AWD（VTD）は1991年に初めて導入され、1998年にVDC（ビークルダイナミクスコントロール）がさらに追加され、全輪駆動システムのより良い制御が可能となった。現代のAWDの実装はハンドリング性能を高めるためにVDC、ABS、トラクションコントロールと共に使われる。

## 種類
SUBARUのAWDシステムには、ビスカス式フルタイムAWD、ビスカスLSD付センターデフ方式フルタイムAWD、アクティブトルクスプリットAWD（ACT-4）、不等&可変トルク配分電子制御AWD（VTD-AWD）などがある。

### ビスカスLSD付センターデフ方式AWD
マニュアルトランスミッションが搭載されたスバル車はビスカスLSD付センターデフAWD（VCD）システムを使用する。これは初期設定で前車軸と後車軸との間で均等にトルクを配分する。

### アクティブトルクスプリットAWD
1987年にアルシオーネに最初に導入されたACT-4は、前60%、後ろ40%の基本トルク配分のために電子制御多板クラッチ（マルチプレート・トランスファ）を使用する。このトルク配分は、スロットル、トランスミッション、エンジンコントロールユニット、車輪速センサーからの入力によりリアルタイムで100:0から最大50:50まで調節される。しかし、実際の制御では高速走行時でも80:20までいかない。アクティブトルクスプリットAWDは4速オートマチックトランスミッションやスバルのチェーン駆動リニアトロニック連続可変トランスミッション（CVT）と組み合わされる。
ACT-4搭載オートマチック車は応急用スペアタイヤ装着時に全輪駆動を強制解除する必要があったため、以前の車両取扱説明書にはその方法が記載されていた。

### 不等&可変トルク配分電子制御AWD（VTD-AWD）
1991年式アルシオーネSVXにはバリアブルトルクディストリビューションAWD（VTD、可変トルク配分）の初めてのバージョンが搭載された。通常のトルク配分は前輪36%、後輪64%であり、VTDのもっと後の実装では前輪45%、後輪55%のトルク配分が使われた。後輪に偏ったトルク配分は、AWD車で起こるアンダーステアを低減させる。VTD-AWDはセンターデフ（中央差動装置）中の遊星歯車およびビスカスカップリング（粘性式クラッチ）リアデフと共に多板クラッチを使用して、最大50:50の比でトルクを配分する。VDCの追加によって、全トルクを単一の車輪に送ることができる。

### マルチモードドライバーズコントロールセンターデフAWD
WRX STIはマルチモードドライバーズコントロールセンターデフ（DCCD）AWDシステムをもっぱら使用する。マルチモードDCCDは電子式差動制限装置（LSD）と共にトルセン機械式LSDを使用して、前41%、後ろ59%でトルクを配分する。マルチモードDCCD AWDはオートマチックモードあるいはマニュアルモードで操作することができ、ドライバーは臨機応変にセンターデフロックアップを調節することができる。

## X-MODE

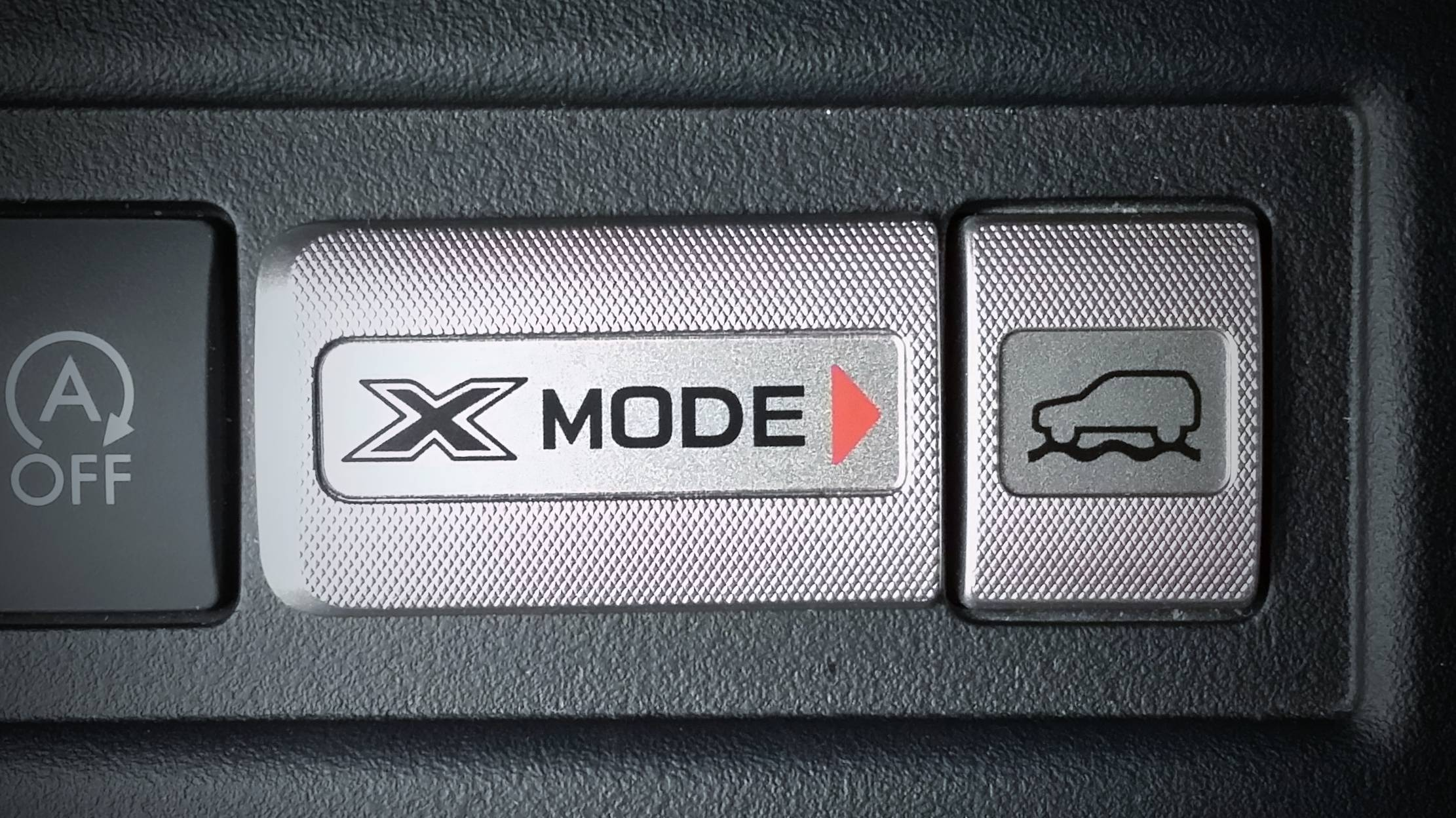
X-MODEスイッチ（4代目フォレスター）

X-MODE搭載モデルでは、駆動系に機械的な要素は追加されないが、オフロード性能を向上させるためのアシスタンスシステムがオプションで作動する。このシステムは、以下のように車内に存在するシステムを使用し、影響を与える。
- 電子制御スロットルは、アクセルペダルを軽く踏むと開度が小さくなり、強く踏むと敏感に反応する。
- CVTギアボックスは、低回転ではなく高トルクに優先的に変換する。
- センター多板クラッチのロック度が常時増大する。
- VDCの制御時間が短くなり、空転した車輪の制動が早くなる。
- ヒルディセントコントロール（約20 km/hまで）

2019年モデルからは、一部のモデルに「デュアルファンクションX-MODE」を設定している。この新システムは、より強い車輪の空転と連動して、深い泥や雪の中でもより良い推進力を発揮することができる。ドライバーは、X-MODE + トラクションコントロールシステム（TCS）が入の状態の「SNOW・DIRT」モードと、X-MODE + TCSが切の状態の「D SNOW・MUD」をダイヤルで切り替えることで選択可能である。

## 電気自動車
トヨタ自動車と共同開発した二次電池式電気自動車のソルテラについて、米国スバルは「シンメトリカルAWD」を謳っている。日本スバルは、パワートレインを「シンメトリカルレイアウト」にして高い直進安定性を実現した、と述べている。ソルテラは前後2モーター四輪駆動であるため、差動装置（デファレンシャルギア）を必要とするが、トヨタがデファレンシャルギアを中央から少しずらした配置を提示したのに対して、スバルはドライブシャフトが左右等長となるようにデファレンシャルギアを真ん中に置く「シンメトリカル」配置にこだわった。